# どっきんハートはマリンブルー
『どっきんハートはマリンブルー』は、西原ちかによる日本の漫画作品。

## 概要
『なかよし』（講談社）において、1985年から1986年まで連載された。

## 書誌情報
西原ちか 『どっきんハートはマリンブルー』 講談社〈講談社コミックスなかよし〉、全1巻
- 1巻、1986年4月6日発行、ISBN 4-06-178535-4